# Серхио Алмирон
Серхио Алмирон (на испански: Sergio Almirón) е аржентински футболист, нападател.

## Кариера
Алмирон е част от отбора, който печели Световното първенство през 1986 г., въпреки че не играе в нито един мач. Без значение, че е нападател, той получава номер 1, традиционно използван от вратарите. Това се дължи на факта, че Аржентина не дава номерата според позицията на терена, а по азбучен ред. Неговият син Серхио Бернардо Алмирон също е футболист.

## Отличия

### Международни
Аржентина
- Световно първенство по футбол: 1986